# All Wrapped Up 2
All Wrapped Up Vol.2 é um coletânea especial de Natal, com músicas originais e regravadas, cantadas pelos sucessos da Radio Disney. O EP foi lançado em 30 de Outubro de 2009.

## Faixas
| N.º | Título                           | Artista de gravação      | Duração |  |
| 1.  | "This Christmas"                 | Jordan Pruitt            | 3:14    |  |
| 2.  | "Please Come Home For Christmas" | Jesse McCartney          | 2:49    |  |
| 3.  | "Summertime Anthem"              | Jonas Brothers           | 2:38    |  |
| 4.  | "White Christmas"                | Honor Society            | 2:25    |  |
| 5.  | "Winter Wonderland"              | Selena Gomez & The Scene | 2:06    |  |
| 6.  | "Gotta Get Back By Christmas"    | Steve Rushton            | 2:49    |  |
| 7.  | "Let It Snow"                    | Anna Margaret            | 2:16    |  |